# Le Boucher
Le Boucher is een Franse dramafilm uit 1970 onder regie van Claude Chabrol.

## Verhaal
De Parijse lerares Hélène leert op een bruiloft op het platteland in de Périgord de slager Popaul kennen, die voorheen beroepsmilitair is geweest. Er groeit een band tussen hen, maar Hélène gaat niet in op de onhandige avances van Popaul. Zij kiest ervoor om zich emotioneel af te zonderen. Niet lang daarna wordt het vredige dorpje opgeschrikt door een reeks moorden op jonge vrouwen.

## Rolverdeling
| Acteur           | Personage           |
| ---------------- | ------------------- |
| Stéphane Audran  | Hélène              |
| Jean Yanne       | Popaul              |
| Roger Rudel      | Inspecteur Grumbach |
| William Guérault | Charles             |
| Mario Beccaria   | Léon Hamel          |
| Antonio Passalia | Angelo              |